# Ciało i drewno
Ciało i drewno – trzeci album zespołu Kolaboranci wydany w 1993 przez Izabelin Studio.

## Lista utworów
1. "Plecy" – 2:19
2. "Braterska krew" – 3:22
3. "P.P.T.Ś." – 3:28
4. "Kapłan (mowa pierwsza)" – 1:53
5. "Opowieść rękodzielnika" – 3:26
6. "Kościoły" – 4:20
7. "Kapłan (mowa druga)" – 2:56
8. "Bez tytułu" – 1:29
9. "Tylko nie miej pretensji" – 4:42
10. "Wolność?" – 3:03
11. "Poświęcenie dziecka wszechświatowi" – 3:08
12. "Wystarczy wzrok" – 4:12
13. "Widocznie tak powinno być" – 2:44
14. "Piosenka miłosna" – 2:34
15. "Jestem" – 2:59
16. "Jak ja" – 2:23
17. "Tatuś" – 3:03 (bonus CD)
18. "Cóż by było" – 3:15 (bonus CD)

## Skład
- Przemysław Thiele – wokal
- Jacek Chrzanowski – gitara basowa
- Lech Grochala – perkusja
- Wojtek Wójcicki – gitara

Gościnnie:
- Kuba Rutkowski – perkusja (6,7)
- Paweł Ostrowski – klawisze